# Ней, Эдгар Наполеон Анри
Эдгар Наполеон Анри Ней (фр. Edgar Napoléon Henry Ney; 1812—1882) — французский политический и военный деятель, дивизионный генерал (1863), четвёртый сын Мишеля Нея; 3-й князь Москворецкий (1857—1882).

## Биография
Родился 12 марта 1812 года в Париже.
На военной службе имел чины:
- подпоручик 5-го гусарского полка (1832),
- лейтенант 5-го гусарского полка (1836),
- капитан 5-го гусарского полка (1843),
- подполковник 3-го гусарского полка (1849),
- полковник 6-го гусарского полка (1852),
- дивизионный генерал (1863).

Адъютант императора Наполеона III в 1852 году, сопровождал его в плену после Франко-прусской войны в 1870 году.
Сенатор Второй империи с 1859 года. Будучи в зрелом возрасте, женился в 1869 году на Клотильде де Ла Рошламбер, графине Лабедуайер.
Умер 13 октября 1882 года в Париже.
Среди наград Эдгар Наполеон Анри Ней имел орден Почётного легиона (великий офицер, 1867).